# Kenai Fjords Nemzeti Park
A Kenai Fjords Nemzeti Park a Kenai-félszigeten található, Délközép-Alaszkában, Seward város közelében, Anchorage-tól délre, 209 kilométerre. Évente átlag 250 ezer látogatót fogad (ez az alaszkai parkok között magasnak számít).
Az egyike a tagállam három, közúton is megközelíthető nemzeti parkjának; az út az Exit-gleccsernél lép be a területére. Sewardból hajók is indulnak, melyekről útközben a tenger élővilágát, fjordokat és gleccsereket csodálhatnak meg a látogatók. Ugyanakkor a park sok része csak nehezen – és költségesen – járható be.
Itt található az Egyesült Államok legnagyobb jégmezője, a Harding-jégmező.

## Külső hivatkozások
- Hivatalos oldal
- Fényképek a Kenai Fjords NP-ból – Terra Galleria
- us-national-parks.net – Kenai Fjords NP Archiválva 2005. január 26-i dátummal a Wayback Machine-ben